# Waldorfschule Potsdam

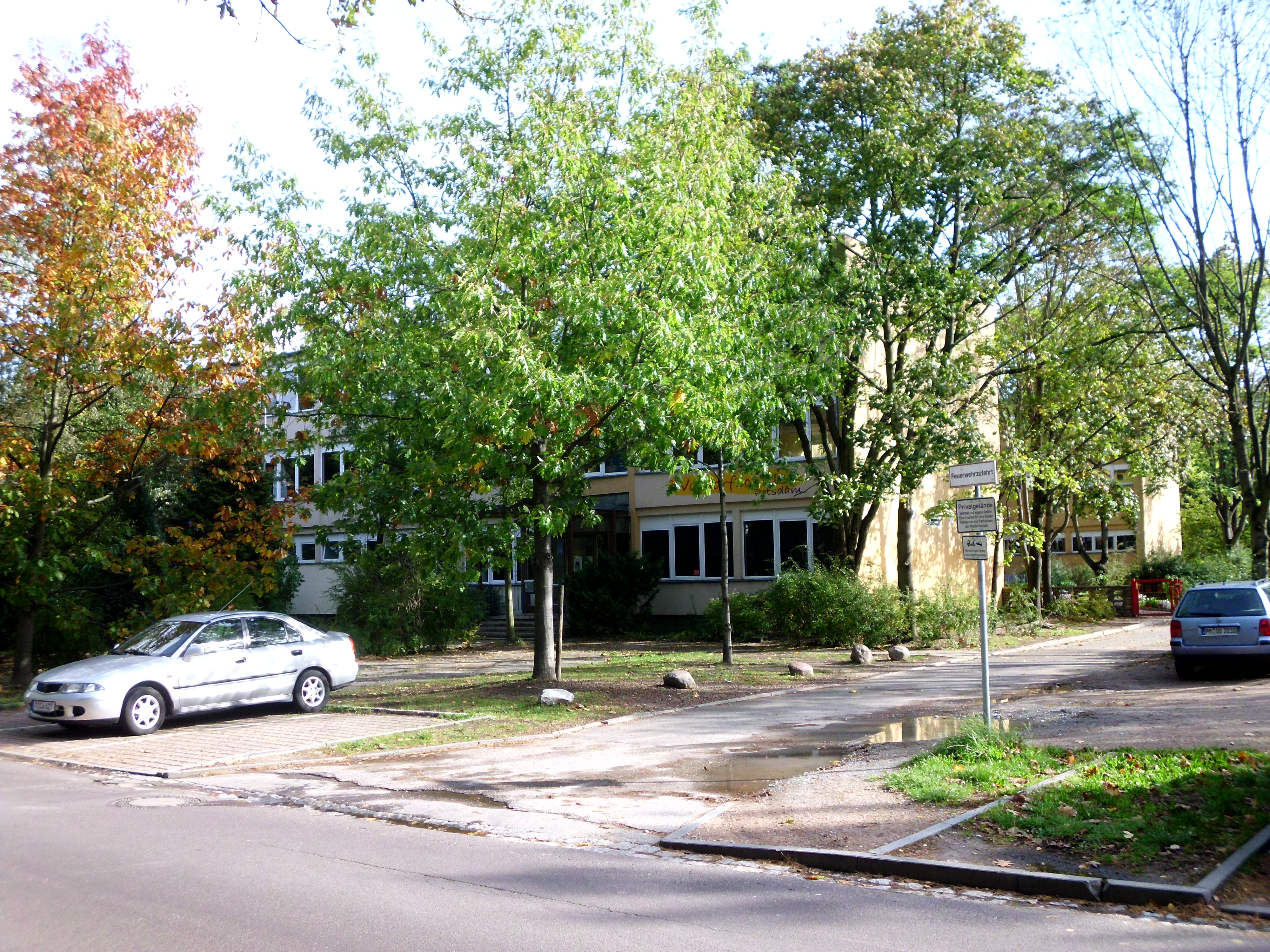
Das Schulgebäude in der Potsdamer Waldstadt

Die Waldorfschule Potsdam ist eine Waldorfschule in Potsdam.

## Geschichte
Im Jahr 1991 wurde die Schule gegründet. Dafür wurde zuerst eine Villa in der Geschwister-Scholl-Straße 54 angemietet. Die damaligen Eltern renovierten das Gebäude, so dass am 28. August 1991 die 1. Klasse mit 24 Schülern eingeschult werden konnte. Noch im gleichen Jahr wurde eine 2. Klasse eingeschult. 1992, ein Jahr nach der Gründung wurde die Schule offiziell vom Brandenburger Bildungsministerium anerkannt.
In den Folgejahren wurden neue 1. Klassen eingeschult, so dass es bald Platznot gab. Nachdem der Neubau eines Schulgebäudes nahe der Villa abgelehnt worden war, zog die Waldorfschule in die heutige Adresse der Erich-Weinert-Straße 5 um, wo bereits ein altes Schulgebäude existierte.
Heute (2025) hat die Schule 13. Jahrgänge und bietet das Abitur an. Dieses findet jedes Jahr gemeinsam mit dem Abiturjahrgang der Freien Waldorfschule Kleinmachnow in der Waldstadt statt.

## Schulisches Angebot
In der Unterstufe in den Klassen 1 bis 6 wird Russisch als Sprache gelehrt. Außerdem gibt es ein Fach Handarbeit, in dem die Kinder Stricken, Häkeln und Nähen lernen. 
Die Oberstufe mit den Klassen 10 bis 12 finden einzelne Projekte statt. Diese sind zwar Kunst und Geisteswissenschaftlich fokussiert, geben aber die Möglichkeit, sich mit Dingen in diesem Bereichen individuell zu beschäftigen. Außerdem werden Praktika absolviert und ein Theaterstück aufgeführt. Dazu wird sich immer mit Goethes Werk Faust beschäftigt.